# Buzz marketing
Zasugerowano, aby zintegrować ten artykuł z artykułem marketing szeptany. Nie opisano powodu propozycji integracji.
Buzz marketing (marketing plotki, marketing szeptany) – pojęcie używane w dziedzinie marketingu i reklamy do opisania działań, jakie podejmują przedsiębiorcy w celu wywołania u swoich klientów pozytywnych rekomendacji odnośnie do produktu, marki czy usług. Jest to dawanie ludziom powodów do rozmawiania o marce, produktach i usługach, oraz ułatwianie im nawiązania tej konwersacji.
Marketing szeptany jest cenioną formą promocji, ze względu na dużą wiarygodność komunikatów przekazywanych przez konsumentów. Ludzie są bardziej skłonni wierzyć pozytywnym opiniom swoich znajomych na temat produktu, którego używali, niż np. reklamom telewizyjnym.
Oprócz kontaktu twarzą w twarz, doskonałym medium do rozprzestrzeniania się marketingu buzz jest Internet. Ekspansja serwisów Web 2.0, na których to użytkownicy są odpowiedzialni za tworzenie treści, bardzo ułatwia wymianę opinii i rekomendacji odnośnie do dóbr konsumpcyjnych.

## Przykładowe formy marketingu szeptanego
Evangelist marketing – zaawansowana forma marketingu szeptanego, polegająca na tworzeniu u klienta tak silnego zaufania i przekonania do danego produktu, czy usługi, że z własnej woli zaczyna przekonywać innych do kupowania i używania go.
Marketing wirusowy – polega na tworzeniu zabawnych, bądź wyjątkowo interesujących komunikatów, które są zaprojektowane tak, by można je było w prosty sposób przekazywać innym osobom. Często mają formę e-mail, czy internetowego filmu. Proces rozprzestrzeniania się tych komunikatów jest analogiczny do replikacji wirusów atakujących żywe komórki.
Brand blogging – tworzenie blogów i uczestniczenie w blogosferze, w klimacie transparentności, dzielenia się wartościowymi informacjami, o których blogująca społeczność może chcieć rozmawiać
Community marketing – tworzenie i wspieranie niszowych społeczności, które będą dzieliły zainteresowania daną marką np. grupy użytkowników, fankluby, fora internetowe.
Product seeding – umieszczenie produktu w odpowiednich rękach, w odpowiednim czasie – dostarczanie próbek swojego produktu do wpływowych jednostek, które mogą rozpocząć o nim pozytywną plotkę (np. wpływowych bloggerów)
Cause marketing – wspieranie kwestii społecznych, by zdobyć szacunek i wsparcie ludzi, którzy uważają daną sprawę za ważną
Trendsetting - promowanie mody na konkretne marki lub produkty, przez zatrudnione osoby samym sobą, poprzez wywołanie chęci naśladownictwa siebie (ubioru, gadżetów, stylu życia) wśród otoczenia
Casual marketing - promowanie równolegle za pomocą jednego produktu lub usługi następnych, nie związanych z głównym celem promocji